# 800米赛跑
800米賽跑是一種常見的徑賽，為中長跑項目中賽程最短的徑賽项目。也一直是奧運會的比賽項目之一。八百公尺比赛通常跑兩圈（一圈為四百公尺）。但在室内比賽賽道通常是一個200公尺跑道，因此需要跑四圈。跑者們進行八百公尺及其他距離較長賽事時，採取的策略不是速度就是耐力。換句話說，有些厲害的八百公尺跑者也是四百公尺的專家，但其他八百公尺的跑者卻以耐力取勝，衝不太出速度。也就是說，八百公尺是非常特殊的徑賽項目，它是最難訓練的比賽，也是最嚴苛的訓練項目之一。八百公尺跑者也可以稱作是具有無氧速耐力的運動員。八百公尺的比賽同時需要極佳的有氧與無氧引擎，要選擇一種較佳的訓練法來符合每位個別跑者的需求，並不容易。想要成為一位優秀的八百公尺跑者，絕對要在訓練計畫中加入阻力訓練。前世界紀錄締造者Jim Ryun早在剛開始訓練時，就在教練Bob Timmons協助下做了許多重量訓練。近年來，八百公尺跑者也開始在計畫中加入耐力訓練，這種情況愈來愈普遍，因為科學界證實了有氧能力在八百公尺比賽中的貢獻，比之前認為的還要重要多了

## 洲際紀錄
- 更新至2021年9月25日[1][2]。

| 區域                      | 男子       | 男子            | 男子 | 女子       | 女子                    | 女子         |
| 區域                      | 時間       | 運動員          | 國家 | 時間       | 運動員                  | 國家         |
| ------------------------- | ---------- | --------------- | ---- | ---------- | ----------------------- | ------------ |
| 非洲 (紀錄)               | 1:40.91 WR | 大衛·魯迪沙     |      | 1:54.01    | 帕梅拉·潔莉莫           |              |
| 亞洲 (紀錄)               | 1:42.79    | 優素福·卡邁勒   | 巴林 | 1:55.54    | 劉東                    | 中国         |
| 歐洲 (紀錄)               | 1:41.11    | 威爾遜·基普凱特 | 丹麦 | 1:53.28 WR | 娅尔米拉·克拉托赫维洛娃 | 捷克斯洛伐克 |
| 中北美洲及加勒比海 (紀錄) | 1:42.34    | 多納文·布萊澤爾 | 美国 | 1:54.44    | 安娜·菲德利婭·基羅特    | 古巴         |
| 大洋洲 (紀錄)             | 1:44.11    | 彼得·博尔       |      | 1:58.09    | 卡特里奧娜·比塞特       |              |
| 南美洲 (紀錄)             | 1:41.77    | 若阿金·克魯斯   | 巴西 | 1:56.58    | 萊蒂蒂亞·弗里斯德       | 苏里南       |